# 交響曲第1番 (ショスタコーヴィチ)
交響曲第1番 ヘ短調 作品10は、ドミートリイ・ショスタコーヴィチが作曲した最初の交響曲。レニングラード音楽院の卒業制作として作曲された。

## 概要

### 作曲
1924年の夏にショスタコーヴィチはクリミア半島で療養していたが、回復後にレニングラードへ戻った直後の10月に音楽院の卒業も控えていたため、交響曲の作曲に着手する。第2楽章のスケルツォは1923年12月頃にすでに着手されていたが、マクシミリアン・シテインベルクに見せたところ、その独創的な内容に不満を見せ「グロテスクすぎる」と激怒して作曲途中の草稿を破り棄てたという（しかしシテインベルクは交響曲の作曲を続けるよう指示を出している）。スケルツォ第2番 変ホ長調作品7はもともとはこの曲の第3楽章として書かれたものである。第1楽章と第2楽章は同年12月初旬に、翌1925年1月に第3楽章をそれぞれ完成させ、第4楽章は本人が友人に宛てた手紙の中で「一向に進んでいない」と漏らしていたほど作曲に行き詰っていたが、3月下旬には1週間ほどで一気呵成に書き上げている。なお、6月に全体のオーケストレーションを施し、7月1日に清書したのち、自筆譜に完成した日付を書き添えた。
1925年5月6日、音楽院作曲科の卒業試験において、2台ピアノ用に編曲した本作を音楽院指導教官のアレクサンドル・グラズノフやシテインベルクを前に披露した。反応は様々であったが結果は概ね良好で、公開演奏が決定する。しかしグラズノフから「序奏部が斬新すぎる」という理由で、和声法の規則に則って自らが和声付けをした部分を示してその箇所の訂正を要求し、ショスタコーヴィチは彼の意見に渋々従ったものの、結局公開演奏の直前に本来の和声に戻してグラズノフの意向を無視したため、グラズノフは機嫌を害したという。

### 初演
1926年5月12日、レニングラードにて。ニコライ・マルコの指揮、レニングラード・フィルハーモニー交響楽団によって行われた。熱狂的な反応を得て大成功を収め、第2楽章がアンコール演奏されている。
この交響曲の発表によりショスタコーヴィチは「現代のモーツァルト」と喧伝され、成功と同時に作曲者の名を国際的に知らしめることになった。また当時レニングラードに客演していたブルーノ・ワルターはこの交響曲に感銘を受けて、1927年5月5日にベルリン・フィルハーモニー管弦楽団を指揮して国外初演を行った。ワルターはもとより、オットー・クレンペラー、アルトゥーロ・トスカニーニ、レオポルド・ストコフスキー、アルバン・ベルクから賞賛され、西側への紹介が行われるなど音楽界に衝撃的なデビューを果たすこととなった。

## 楽器編成
- 木管楽器:フルート2（ピッコロ1）、オーボエ2、クラリネット2、ファゴット2
- 金管楽器:ホルン4、トランペット2、アルト・トランペット1、トロンボーン3、テューバ1
- 打楽器:ティンパニ、トライアングル、小太鼓、大太鼓、シンバル、タムタム、ベル
- その他:ピアノ、弦五部

## 構成
古典的な形式に倣って4つの楽章から構成される。全体として清新で軽妙洒脱さにあふれ、巧みな管弦楽法を駆使したこの作品はすでにその後の活躍を予感させる完成度を示している。前半の二つの楽章にはストラヴィンスキーの『ペトルーシュカ』の影響が顕著であり、また当時の、人間が機械的、操り人形のようであり、その自由は生物的、行動心理学的に制約されるという考え方が曲想に表れており、ベルクの『ヴォツェック』、またシェーンベルクの『月に憑かれたピエロ』の影響も見いだせる。後半の二つの楽章は、チャイコフスキーやマーラーの影響があり、前半の諧謔的で風刺的な楽想から悲劇的なものへ移行する。
またピアノが重要な役割を担うこともあり、協奏曲的な場面もある。演奏時間は約30分。
第1楽章 アレグレット - アレグロ・ノン・トロッポ（Allegretto - Allegro non troppo）
ヘ短調。序奏部（アレグレット）は弱音器を付けた独奏トランペットとファゴットによる軽妙で不安さの伴う導入部から開始され、独特の管弦楽法が印象づけられる。主部（アレグロ・ノン・トロッポ）はソナタ形式で、行進曲の第1主題とゆっくりとしたワルツによる第2主題からなる。展開部は序奏部と第1主題の楽想を扱っているが、第2主題は再現部で用いられ、もとの導入部に戻る。コーダでは序奏部が静かに回顧される。
第1楽章の冒頭オーボエの旋律などは、リヒャルト・シュトラウスの交響詩『ティル・オイレンシュピーゲルの愉快ないたずら』からの引用で、このあたりの曲想は、この交響曲全体の基調となっており、さらに晩年の12音階の作品とりわけ弦楽四重奏曲第12番を予想させる。
第2楽章 アレグロ - メノ・モッソ（Allegro - Meno mosso）
イ短調、スケルツォとトリオからなる楽章。低音弦とクラリネットによるユーモラスな主題で開始される。アレグロからメノ・モッソのトリオを経て、ピアノが活躍するアレグロの再現を経て、トリオ主題によるコーダへと一気に演奏される。モダンでスピード感あふれるスケルツォである。
第3楽章 レント（Lento）
変ニ長調。三部形式による哀愁漂う緩徐楽章で、弦楽の静かな波動の上に現れるオーボエが輪郭のはっきりしない旋律を奏し、これを引き継ぐチェロ独奏はクレッシェンドでワーグナーの『ジークフリート』からの引用で特徴づけられている。また弦楽器のピアニッシモの楽節はのちの交響曲第8番のパッサカリアを予感させる。第2主題は葬送行進曲。小太鼓のトレモロがクレシェンドで響き、アタッカで切れ目なく最終楽章に移る。
第4楽章 レント - アレグロ・モルト（Lento - Allegro molto）
ヘ短調〜ヘ長調。バスの三連音の鳴動と木管楽器の悲愴な楽句でレントの序奏部で開始する。第1主題は第1楽章の第1主題と関連し2本のクラリネットが軽快に歌い、ヴァイオリンによって激しいクライマックスへ導く。アレグロ・モルトの主部では2つの主題がソナタ形式に基づきながら巧妙に変化していくが、再び激しく高潮してクライマックスに達すると突然休止する。直後に独奏ティンパニが強弱の変化を伴った不思議な音型を奏する（この部分からアダージョ）。この音型は第3楽章におけるトランペットによって吹き鳴らされた音型の反進行形である。弱音器を付けたチェロが第2主題を回想したのち、最後は第1主題と第2主題が組み合わされたコーダによって、トゥッティ（総奏）で華々しく終わる。